# May Sabe Phyu
May Sabai Sabe Phyu, född 5 augusti 1976 i Rangoon, Myanmar är en kachin-burmesisk människorättsaktivist.
I början av sin karriär arbetade Phyu som socialarbetare med fokus att hjälpa människor som drabbats av HIV.
Phyu arbetade sedan genom nätverket Gender Equality Network för att avskaffa diskriminering av kvinnor, etniska och religiösa minoriteter i Burma. 
Hon startade även två nätverk med fokus att stötta kvinnor ur kachinbefolkningen, Kachin Peace Network och Kachin Women’s Peace Network .
År 2015 tilldelades Phyu International Women of Courage Award.